# Sân bay Port Elizabeth
Sân bay Port Elizabeth (IATA: PLZ, ICAO: FAPE), tên cũ Sân bay H. F. Verwoerd, là một sân bay ở Port Elizabeth, Eastern Cape, Nam Phi. Công ty sở hữu và vận hành là Airports Company South Africa, cũng là công ty vận hành 9 sân bay khác ở Nam Phi.
Sân bay tọa lạc khoảng 2 dặm Anh về phía nam trung tâm thành phố. Năm 2007, sân bay đã phục vụ 1.491.551 lượt khách.

## Các hãng hàng không và tuyến bay
- 1Time (Cape Town, Johannesburg)
- Airlink (Bloemfontein, East London)
- British Airways (cung ứng bởi Comair) (Johannesburg)
- Kulula (Cape Town, Durban, Johannesburg, Lanseria)
- South African Airways (Johannesburg)
- South African Express (Cape Town, Durban)